# Suhander Zúñiga
Suhander Manuel Zúñiga Cordero (San José (Costa Rica)  15 de enero de 1997) es un futbolista costarricense que juega como lateral izquierdo en el Club Sport Cartaginés de la Primera División de Costa Rica.

## Trayectoria

### A. D. Carmelita
El deportista es oriundo de San José donde nació el 15 de enero de 1997. Desde su adolescencia su vida giró en torno al fútbol y entró a una escuela de liga menor denominada El Tanque, esto a sus 13 años. Permaneció poco tiempo y luego fue seguido por los visores de la Asociación Deportiva Carmelita, quienes le ficharon a los 15 años para que pudiera continuar su carrera en las fuerzas básicas, hasta su promoción dos años después.
Bajo la dirección técnica del portugués Guilherme Farinha, el centrocampista fue convocado para afrontar el inicio del Campeonato de Invierno 2014, el 15 de agosto, contra el conjunto de Limón en el Estadio Morera Soto. En esa oportunidad, Suhander aguardó desde la suplencia pero entró de relevo por el guatemalteco Ángelo Padilla, quien había anotado dos goles de penal, al minuto 78'. Finalmente, el marcador de 2-0 favoreció a su club en su primera victoria. A pesar de ser nuevo, con 17 años fue parte fundamental en su posición y contabilizó dieciocho apariciones. El 28 de mayo de 2015, fue premiado como al mejor jugador Sub-21 de la temporada.
El 14 de septiembre de 2015 concretó su primer gol en la máxima categoría del balompié costarricense, dado al minuto 78' que permitió el empate transitorio sobre Belén en el Campeonato de Invierno. Su compañero Weller Pereira puso el tanto de la victoria 2-1.
El 24 de abril de 2016, su equipo logró mantenerse en la Primera División tras haber estado en la última posición en la mayoría de las jornadas, salvándose en la fecha final del Campeonato de Verano al derrotar al Santos de Guápiles y otra combinación de resultados.
El 20 de abril de 2017, el futbolista se habría convertido en nuevo refuerzo de Alajuelense, equipo entonces dirigido por el español Benito Floro, y que junto a él se sumarían Din John Arias y Bryan López. Sin embargo, su fichaje no fructificó y permaneció en su club por un torneo más.
Una vez finalizado el Torneo de Apertura 2017, Suhander se iba a marchar a préstamo hacia Alajuelense, pero el 29 de diciembre de ese año salió del país para realizar una prueba en el Pachuca de México. De forma inesperada para el centrocampista, el 5 de enero de 2018 se confirmó una lesión donde se fracturó el quinto metatarsiano de su pie izquierdo, lo que ameritó operación en el Centro de Excelencia Médica en Altura de Pachuca, certificado por la FIFA. Su tiempo de recuperación fue de poco más de tres meses.
El 21 de octubre de 2018, Zúñiga alcanzó la cifra de cien partidos disputados en su club.

### Deportivo Saprissa
El 7 de enero de 2019, Zúñiga es presentado oficialmente en el Deportivo Saprissa, club al que queda vinculado por un año en condición de préstamo. Realizó su debut el 20 de enero, en el partido que enfrentó de local al conjunto de Guadalupe. Suhander ingresó de cambio al minuto 55' por Yostin Salinas y el marcador terminó en derrota de 1-3.
Marcó su primer gol con los morados el 24 de julio de 2019, por la segunda fecha del Torneo de Apertura sobre el Pérez Zeledón. El 14 de agosto hizo un doblete de cabeza a los minutos 24' y 31' en el triunfo cómodo de 4-0 ante Jicaral. Un mes después, precisamente el 14 de septiembre, Suhander aprovechó el rebote del balón en el poste, y marcó de pierna izquierda al minuto 17' contra Universitarios. El 26 de noviembre se proclama campeón de Liga Concacaf, tras vencer en la final al Motagua de Honduras. El 10 de diciembre se le venció el préstamo con el equipo y las expectativas que le ofrecieron no lo convencieron de seguir. Se marchó del cuadro morado con un total de veintiocho apariciones, cuatro goles y siete asistencias en todas las competencias.

### C. S. Herediano
El 28 de diciembre de 2019, se hizo oficial su fichaje en el Herediano. Jugaría 4 temporadas con el conjunto del "Team". ganando una supercopa de Costa Rica en 2020 y la apertura del 2021 en el centenario del cuadro florense, En 2022 iría a préstamo a la Asociación Deportiva Guanacasteca.

## Selección nacional

### Categorías inferiores
Desde el 19 de enero de 2016, el interior izquierdo fue considerado en la nómina del director técnico Marcelo Herrera, para disputar una serie de amistosos con la Selección Sub-20 en España. El 21 de marzo fue el primer encuentro ante el Marbella F.C. en el Estadio José Burgos. El futbolista empezó como suplente en la victoria de 5-0, con goles de sus compañeros Ariel Zapata, John Lara, Marvin Loría y Jimmy Marín, quien hizo doblete. Dos días después, los costarricenses efectuaron su segundo compromiso, teniendo como adversario el combinado de Catar en el Estadio La Cala en Málaga. El jugador apareció como titular en la derrota de 2-0. El 24 de marzo se desarrolló el tercer cotejo frente al Estepona, partido en el cual inició en el banquillo, mientras que su conjunto triunfó con marcador de 2-0. Tres días posteriores, su selección salió con una pérdida de 1-0 contra el Þróttur Reykjavík de Islandia. El 28 de marzo fue el último juego, en la goleada de 6-1 sobre el filial del Málaga. Zúñiga hizo un doblete al igual que Marvin Loría, sumado a las otras anotaciones de Flavio Fonseca y Kevin Masís que marcaron la diferencia en el resultado. Con esto los Ticos finalizaron su preparación en territorio español.
La primera convocatoria del combinado Sub-20 de su nación tuvo lugar el 30 de enero de 2017, en la cual se dio a conocer la nómina de 30 jugadores de cara a los encuentros amistosos en territorio hondureño. En el selecto grupo apareció el llamado de Suhander Zúñiga. El primer encuentro se realizó el día siguiente en el Estadio Carlos Miranda de Comayagua, donde su país enfrentó al conjunto de Honduras. En esa oportunidad, el centrocampista fue titular y el resultado acabó en derrota de 3-2. El 3 de febrero fue el segundo compromiso, de nuevo contra los catrachos en el mismo escenario deportivo. A diferencia del juego anterior, Zúñiga fue suplente y el marcador definió la pérdida de 2-0.

#### Mundial Sub-20 de 2017
Durante la conferencia de prensa dada por el entrenador Marcelo Herrera, el 28 de abril, se hizo oficial el anuncio de los 21 futbolistas que tuvieron participación en la Copa Mundial Sub-20 de 2017 con sede en Corea del Sur. En la lista apareció el mediocentro Suhander Zúñiga, siendo este su primer torneo del mundo que disputaría con el combinado costarricense.
Previo al certamen, su nación realizó encuentros amistosos en territorio surcoreano. El primero de ellos se efectuó el 9 de mayo contra Arabia Saudita en el Estadio Uijeongbu, donde Zúñiga ingresó de relevo y los goles de sus compañeros Jonathan Martínez y Jimmy Marín fueron fundamentales en la victoria con cifras de 2-0. En el mismo escenario deportivo tuvo lugar el segundo cotejo, dos días después, de nuevo frente a los sauditas. En esta oportunidad, el volante apareció en el once inicial y su conjunto volvió a ganar, de manera ajustada 1-0 con anotación de Jostin Daly. El último fogueo fue el 15 de mayo ante Sudáfrica en el Eden Complex. El centrocampista entró de cambio por Gerson Torres en la derrota de 1-2.
El compromiso que dio inicio con la competición para su país fue ejecutado el 21 de mayo en el Estadio Mundialista de Jeju, donde tuvo como contrincante a Irán. El centrocampista esperó desde la suplencia en la derrota inesperada de 1-0. En el mismo recinto deportivo se disputó el segundo juego contra Portugal, esto tres días después. Aunque su escuadra empezó con un marcador adverso, su compañero Jimmy Marín logró igualar las cifras, mediante un penal, para el empate definitivo a un tanto. La primera victoria para su grupo fue el 27 de mayo ante Zambia en el Estadio de Cheonan, de manera ajustada con resultado de 1-0 cuyo anotador fue Jostin Daly. El rendimiento mostrado por los costarricenses les permitió avanzar a la siguiente fase como mejor tercero del grupo C con cuatro puntos. El 31 de mayo fue el partido de los octavos de final frente a Inglaterra, en el Estadio Mundialista de Jeonju. Para este cotejo, su nación se vería superada con cifras de 2-1, insuficientes para trascender a la otra instancia. Por otra parte, el volante contabilizó cuatro minutos de acción en una sola aparición.
| Mundial                     | Sede          | Resultado         |
| --------------------------- | ------------- | ----------------- |
| Copa Mundial Sub-20 de 2017 | Corea del Sur | Octavos de final' |

#### Juegos Centroamericanos 2017
El 29 de noviembre de 2017, Zúñiga entró en la lista oficial de dieciocho jugadores del entrenador Marcelo Herrera, para enfrentar el torneo de fútbol masculino de los Juegos Centroamericanos, cuya sede fue en Managua, Nicaragua, con el representativo de Costa Rica Sub-21. Debutó como titular —con la dorsal «8»— y completó la totalidad de los minutos en el primer juego del 5 de diciembre, contra Panamá en el Estadio Nacional. El único tanto de su compañero Andy Reyes al 66' marcó la diferencia para el triunfo por 1-0. Para el compromiso de cuatro días después ante El Salvador, el centrocampista sería nuevamente de la partida mientras que el resultado se consumió empatado sin goles. Los costarricenses avanzaron a la etapa eliminatoria de la triangular siendo líderes con cuatro puntos. El 11 de diciembre apareció en el once inicial y jugó 89 minutos en la victoria de su país 1-0 —anotación de Esteban Espinoza— sobre el anfitrión Nicaragua, esto por las semifinales del torneo. La única derrota de su grupo se dio el 13 de diciembre, por la final frente a Honduras (1-0), quedándose con la medalla de plata de la competencia.
| Juegos                       | Sede      | Resultado  |
| ---------------------------- | --------- | ---------- |
| Juegos Centroamericanos 2017 | Nicaragua | Subcampeón |

#### Juegos Centroamericanos y del Caribe 2018
El 6 de julio de 2018, se anunció el llamado de la selección Sub-21 dirigida por Marcelo Herrera para conformar la nómina que le haría frente al torneo de fútbol de los Juegos Centroamericanos y del Caribe, lista en la cual Zúñiga quedó dentro del selecto grupo. Realizó su debut el 20 de julio en el Estadio Romelio Martínez de Barranquilla contra el anfitrión Colombia, donde ingresó de relevo por Jonathan Martínez al minuto 69' en la derrota por 1-0. Dos días después pero en el mismo escenario deportivo, Zúñiga completaría la totalidad de los minutos mientras que su escuadra sumó la primera victoria de 3-2 sobre Trinidad y Tobago. Tras el nuevo revés dado el 24 de julio ante Honduras con marcador de 1-2, su selección quedó eliminada en fase de grupos y ocupó el tercer lugar de la tabla.
| Juegos                                    | Sede     | Resultado      |
| ----------------------------------------- | -------- | -------------- |
| Juegos Centroamericanos y del Caribe 2018 | Colombia | Fase de grupos |

El 15 de julio de 2019, Zúñiga fue convocado por Douglas Sequeira en la selección Sub-23 para jugar la eliminatoria al Preolímpico de Concacaf. Dos días después fue su debut frente a Guatemala en el Estadio Doroteo Guamuch Flores, donde el futbolista apareció como titular durante el primer tiempo y el resultado se consumió en victoria por 0-3. A pesar de la derrota dada el 21 de julio por 0-2 en la vuelta en el Estadio Morera Soto, su combinado logró clasificarse al torneo continental.

### Selección absoluta
El 11 de noviembre de 2018, Suhander recibió la convocatoria de último momento por el entrenador interino de la selección Ronald González, en sustitución del lesionado Deyver Vega. Permaneció como suplente en el compromiso celebrado el 16 de noviembre contra Chile en el Estadio El Teniente, escenario donde su selección consiguió la victoria por 2-3. De la misma manera, se quedó en el banco de sustitutos en el triunfo con el mismo marcador sobre Perú.
El 18 de marzo de 2021, Suhander fue llamado por González para jugar dos fogueos de fecha FIFA en una gira europea. Su primer partido se dio el 27 de marzo en el estadio Bilino Polje ante el local Bosnia y Herzegovina, en el que Zúñiga hizo su debut internacional al reemplazar a Joel Campbell al minuto 89' y el marcador finalizó empatado sin goles. Tres días después, en el Stadion Wiener Neustadt de Austria, su selección perdió 0-1 contra México mientras que el centrocampista ingresó nuevamente de relevo al cierre del compromiso.

#### Participaciones internacionales
| Evento                                  | Sede     | Resultado      | Partidos | Goles |
| --------------------------------------- | -------- | -------------- | -------- | ----- |
| Liga de Naciones de la Concacaf 2022-23 | Concacaf | Fase de grupos | 2        | 0     |

## Estadísticas

### Clubes
Actualizado al último partido jugado el 16 de noviembre de 2019.
| A. D. Carmelita Costa Rica |               |               |               |     |    |   |   |     |    |     |    |
| 1.ª | 2014-15       | 32            | 0             | 0   | 0  | — | — | 32  | 0  |     |    |
| 1.ª | 2015-16       | 17            | 1             | 0   | 0  | — | — | 17  | 1  |     |    |
| 1.ª | 2016-17       | 13            | 1             | —   | —  | — | — | 13  | 1  |     |    |
| 1.ª | 2017-18       | 23            | 5             | —   | —  | — | — | 23  | 5  |     |    |
| 1.ª | 2018-19       | 18            | 2             | —   | —  | — | — | 18  | 2  |     |    |
| Total club | Total club    | 103           | 9             | 0   | 0  | — | — | 103 | 9  |     |    |
| Deportivo Saprissa Costa Rica |               |               |               |     |    |   |   |     |    |     |    |
| 1.ª | 2018-19       | 5             | 0             | —   | —  | 0 | 0 | 5   | 0  |     |    |
| 1.ª | 2019-20       | 17            | 4             | —   | —  | 6 | 0 | 23  | 4  |     |    |
| Total club | Total club    | 22            | 4             | —   | —  | 6 | 0 | 28  | 4  |     |    |
| C. S. Herediano Costa Rica |               |               |               |     |    |   |   |     |    |     |    |
| 1.ª | 2019-20       | 7             | 0             | —   | —  | — | — | 7   | 0  |     |    |
| 1.ª | 2020-21       | 38            | 4             | 1   | 0  | 0 | 0 | 39  | 4  |     |    |
| 1.ª | 2021-22       | 10            | 0             | 0   | 0  | 0 | 0 | 10  | 0  |     |    |
| Total club | Total club    | Total club    | 55            | 4   | 1  | 0 | 0 | 0   | 56 | 4   |    |
| Asociación Deportiva Guanacasteca Costa Rica |               |               |               |     |    |   |   |     |    |     |    |
| 1.ª | 2022-23       | 0             | 0             | 0   | 0  | 0 | 0 | 0   | 0  |     |    |
| 1.ª | Total carrera | Total carrera | Total carrera | 180 | 17 | 1 | 0 | 6   | 0  | 187 | 17 |
| (1) Incluye datos del Torneo de Copa (2014-15) / Supercopa de Costa Rica (2020). (2) Incluye datos de la Liga de Campeones de la Concacaf (2019) / Liga Concacaf (2019-20). (3) No incluye goles en partidos amistosos. |               |               |               |     |    |   |   |     |    |     |    |

## Palmarés

### Títulos nacionales
| Título                         | Club              | País       | Año  |
| ------------------------------ | ----------------- | ---------- | ---- |
| Supercopa de Costa Rica        | C. S. Herediano   | Costa Rica | 2020 |
| Primera División de Costa Rica | C. S. Herediano   | Costa Rica | 2021 |
| Torneo de Copa de Costa Rica   | L. D. Alajuelense | Costa Rica | 2023 |

### Títulos internacionales
| Título                           | Equipo             | Sede        | Año  |
| -------------------------------- | ------------------ | ----------- | ---- |
| Liga Concacaf                    | Deportivo Saprissa | Tegucigalpa | 2019 |
| Copa Centroamericana de Concacaf | L. D. Alajuelense  | Alajuela    | 2023 |

### Distinciones individuales
| Distinción                                                     | Año  |
| -------------------------------------------------------------- | ---- |
| Mejor Revelación Sub-21 de la temporada 2014-15 de la Liga FPD | 2015 |